# Den gode opgave
Den gode opgave er en opgavehåndbog skrevet af Lotte Rienecker og Peter Stray Jørgensen. Bogen behandler primært videnskabelig opgaveskrivning på henholdsvis mellemlange og lange videregående uddannelser. Den er med andre ord en guide og et opslagsværk til studerende på disse uddannelser som står foran at skrive og aflevere en opgave. Den introducerer læseren til genrer, kvalitetskriterier, skriveprocesser, litteratursøgning, m.v.
Da modtagergruppen er forholdsvis bred, indeholder håndbogen ikke egentlige råd af fagspecifik karakter. Det er således forfatternes filosofi om man vil at den såkaldte gode opgaves form og indhold i et vist omfang kan reduceres til universelle videnskabelige kvalitetskriterier som fagene med andre ord har tilfælles. Ikke desto mindre påpeger bogen flere gange at den studerende også bør forholde sig til den enkelte studieordnings krav i forbindelse med opgaven. I sin gennemgang benytter håndbogen sig af eksempler på opgaver skrevet i forskellige fag og påpeger eventuelle positive og negative sider ved disse opgaver. Bogen er udkommet i flere udgaver.